# Vintena esmena de la Constitució dels Estats Units
La Vintena esmena (en anglès Twentieth Amendment) de la Constitució dels Estats Units estableix alguns dels detalls sobre el començament i el final dels termes del funcionariat federal electe. A més, l'esmena es refereix a situacions en les quals no hi ha president electe. La Vintena esmena va ser ratificada el 23 de gener del 1933.

## Text
El text de la Vintena esmena a la Constitució dels Estats Units diu així:
| « | (català) Secció 1. Els períodes del president i el vicepresident acabaran al migdia del vint de gener i els períodes dels senadors i representants al migdia del tres de gener, dels anys en què aquests períodes haurien acabat si aquest article no hagués estat ratificat, i en aquest moment de principiar els períodes dels seus successors. Secció 2. El Congrés es reunirà, almenys, una vegada cada any i el període de sessions s'iniciarà al migdia del tres de gener, tret que per mitjà d'una llei fixi una data diferent. Secció 3. Si el president electe hagués mort en el moment fixat per al començament del període presidencial, el vicepresident electe serà president. Si abans del moment fixat per al començament del seu període no s'hagués elegit president o si el president electe no complís els requisits exigits, llavors el vicepresident electe actuarà com a president electe fins que hi hagi un president idoni, i el Congrés podrà preveure per mitjà d'una llei el cas que ni el president electe ni el vicepresident electe satisfacin els requisits constitucionals, declarant qui farà de president en aquest supòsit o la forma en què s'escollirà la persona que haurà d'actuar com a tal, i la referida persona actuarà amb aquest caràcter fins que es compti amb un president o un vicepresident que reuneixi les condicions legals. Secció 4. El Congrés podrà preveure, mitjançant una llei, el cas en què mori qualsevol de les persones de les quals la Cambra de Representants està facultada per elegir president quan li correspongui el dret d'elecció, així com el cas en què mori alguna de les persones entre les quals el Senat està facultat per escollir vicepresident quan en tingui el dret d'escollir. Secció 5. Les seccions 1 i 2 entraran en vigor el dia quinze d'octubre següent a la ratificació d'aquest article. Secció 6. Aquest article quedarà sense efecte a menys que sigui ratificat com a esmena a la Constitució per les legislatures de les tres quartes parts dels diferents estats, dins dels set anys posteriors a la data en què se'ls sotmeti. | (anglès) Section 1. The terms of the President and Vice President shall end at noon on the 20th day of January, and the terms of Senators and Representatives at noon on the 3d day of January, of the years in which such terms would have ended if this article had not been ratified; and the terms of their successors shall then begin. Section 2. The Congress shall assemble at least once in every year, and such meeting shall begin at noon on the 3d day of January, unless they shall by law appoint a different day. Section 3. If, at the time fixed for the beginning of the term of the President, the President elect shall have died, the Vice President elect shall become President. If a President shall not have been chosen before the time fixed for the beginning of his term, or if the President elect shall have failed to qualify, then the Vice President elect shall act as President until a President shall have qualified; and the Congress may by law provide for the case wherein neither a President elect nor a Vice President elect shall have qualified, declaring who shall then act as President, or the manner in which one who is to act shall be selected, and such person shall act accordingly until a President or Vice President shall have qualified. Section 4. The Congress may by law provide for the case of the death of any of the persons from whom the House of Representatives may choose a President whenever the right of choice shall have devolved upon them, and for the case of the death of any of the persons from whom the Senate may choose a Vice President whenever the right of choice shall have devolved upon them. Section 5. Sections 1 and 2 shall take effect on the 15th day of October following the ratification of this article. Section 6. This article shall be inoperative unless it shall have been ratified as an amendment to the Constitution by the legislatures of three-fourths of the several States within seven years from the date of its submission. | » |

## Història

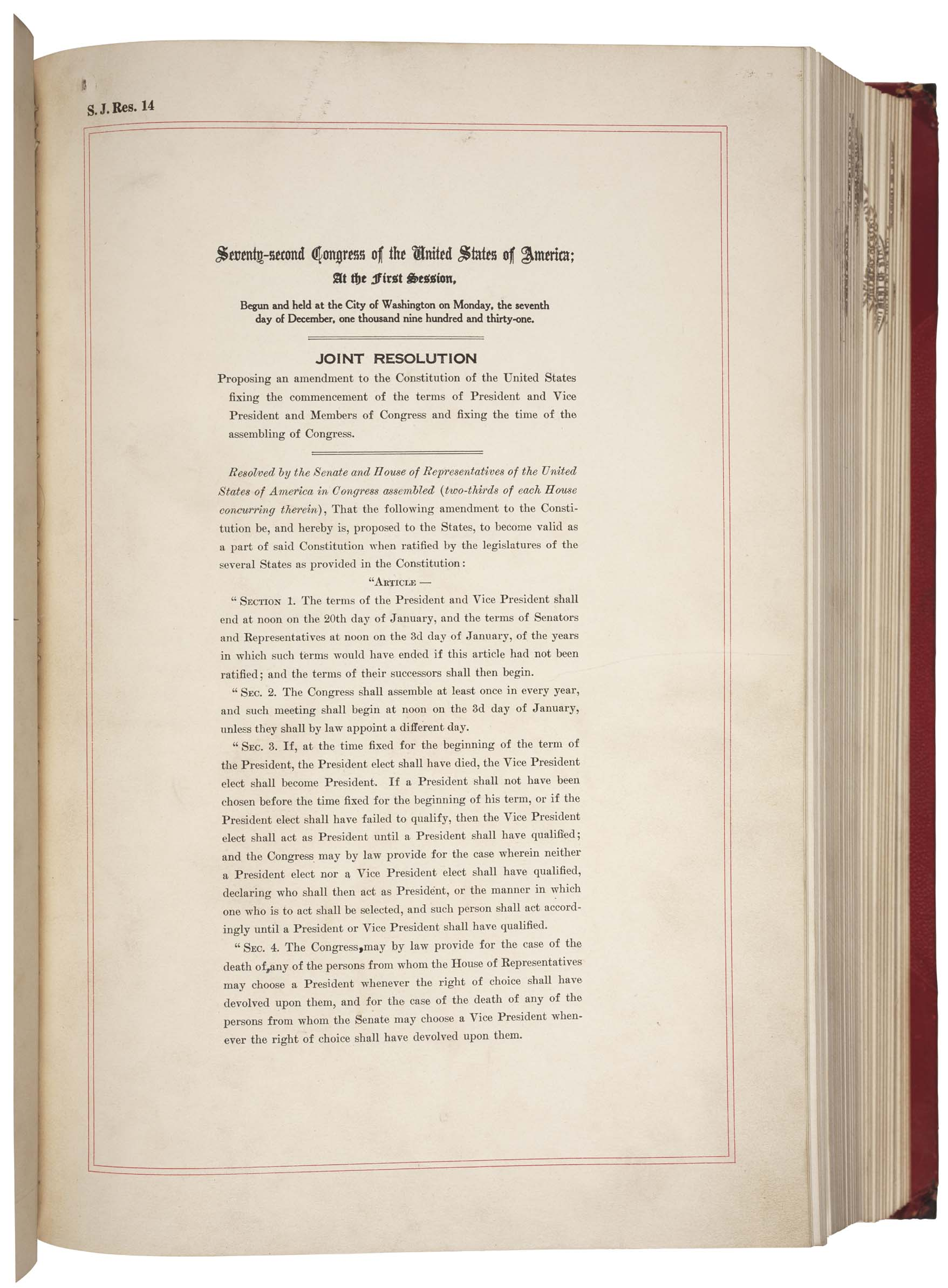
Pàgina 1 de l'esmena XX en l'Arxiu Nacional

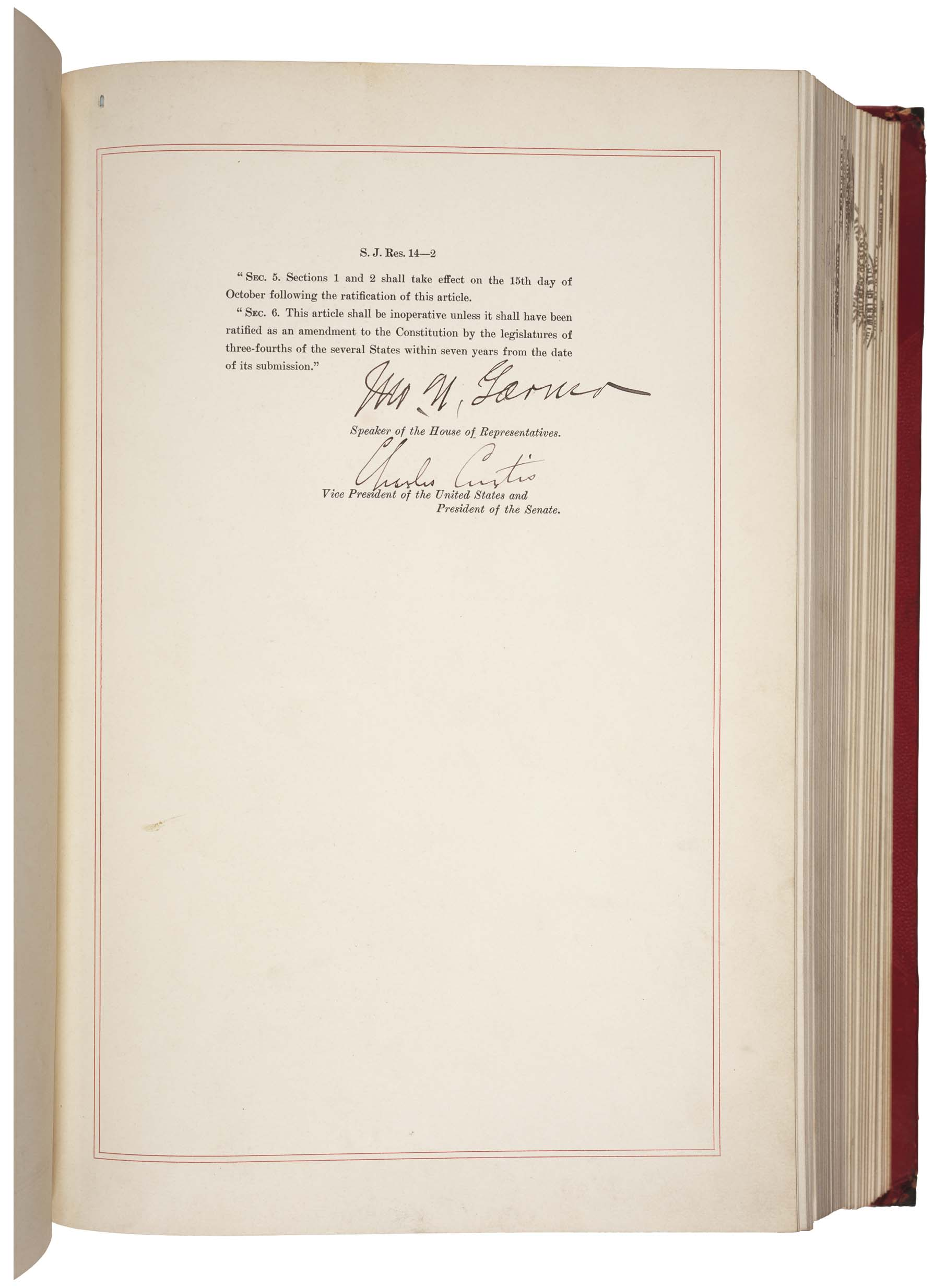
Pàgina 2 de l'esmena

El propòsit principal d'aquesta esmena era el de reduir la quantitat de temps entre l'elecció del president i el Congrés i el començament del seu mandat. Originalment, els termes del president, el vicepresident, i el Congrés, començaven el 4 de març, quatre mesos després que se celebressin les eleccions. Encara que aquest retard era una necessitat pràctica durant el segle xviii, moment en el qual un funcionari recentment triat podia ser que necessités diversos mesos per a posar els seus assumptes en ordre i després emprendre l'ardu camí de la seva casa a la capital del país, tenia l'efecte d'obstaculitzar el funcionament del govern en l'era moderna. Això va ser vist sobretot el 1861 i 1933, com quan Abraham Lincoln i Franklin Delano Roosevelt havien d'esperar uns quatre mesos abans que poguessin fer front a les condicions de crisi en la qual el país es trobava.
Originalment, en virtut de l'Article I, Secció 4, Clàusula 2, el Congrés estava obligat a convocar almenys una vegada cada any al desembre, la qual cosa donava com a resultat sessions mandatàries inútils després de cada elecció.
L'esmena va ser ratificada el 23 de gener del 1933.
A causa de la Secció 5, les seccions 1 i 2 no va tenir efecte fins al 15 d'octubre del 1933; per tant, la primera reunió del 73è Congrés dels Estats Units i la presa de possessió del president Roosevelt i el vicepresident Garner es van fer el 4 de març d'aquest any.
El 15 de febrer del 1933, 23 dies després que aquesta esmena fos ratificada, el president electe Franklin Delano Roosevelt va ser el blanc d'un intent infructuós d'assassinat per part de Giuseppe Zangara. Si l'intent hagués tingut èxit, llavors, en virtut de la Secció 3, John Nance Garner hauria estat jurat com a president el dia d'inauguració (4 de març del 1933).
Els primers termes del Congrés que s'inicien en la secció 1 són els del 74è Congrés dels Estats Units, el 3 de gener del 1935. El primer mandat del president i vicepresident a començar en virtut de la secció 1 són els del president Roosevelt i vicepresident Garner el 20 de gener del 1937.
Com a resultat d'aquesta esmena, si l'elecció del president o vicepresident acaba al Congrés perquè no podia ser resolta pel col·legi electoral, el nou Congrés, no l'antic, és el que s'hi involucra.

## Propostes i ratificacions
El Congrés va proposar la Vintena esmena el 2 de març del 1932 i els estats següents la van ratificar:
1. Virgínia (4 de març de 1932)
2. Nova York (11 de març de 1932)
3. Mississipi (16 de març de 1932)
4. Arkansas (17 de març de 1932)
5. Kentucky (17 de març de 1932)
6. Nova Jersey (21 de març de 1932)
7. Carolina del Sud (25 de març de 1932)
8. Míchigan (31 de març de 1932)
9. Maine (1 d'abril de 1932)
10. Rhode Island (14 d'abril de 1932)
11. Illinois (21 d'abril de 1932)
12. Louisiana (22 de juny de 1932)
13. Virgínia Occidental (30 de juliol de 1932)
14. Pennsilvània (11 d'agost de 1932)
15. Indiana (15 d'agost de 1932)
16. Texas (7 de setembre de 1932)
17. Alabama (13 de setembre de 1932)
18. Califòrnia (4 de gener de 1933)
19. Carolina del Nord (5 de gener de 1933)
20. Dakota del Nord (9 de gener de 1933)
21. Minnesota (12 de gener de 1933)
22. Arizona (13 de gener de 1933)
23. Montana (13 de gener de 1933)
24. Nebraska (13 de gener de 1933)
25. Oklahoma (13 de gener de 1933)
26. Kansas (16 de gener de 1933)
27. Oregon (16 de gener de 1933)
28. Delaware (19 de gener de 1933)
29. Washington (19 de gener de 1933)
30. Wyoming (19 de gener de 1933)
31. Iowa (20 de gener de 1933)
32. Dakota del Sud (20 de gener de 1933)
33. Tennessee (20 de gener de 1933)
34. Idaho (21 de gener de 1933)
35. Nou Mèxic (21 de gener de 1933)
36. Geòrgia (23 de gener de 1933)
37. Missouri (23 de gener de 1933)
38. Ohio (23 de gener de 1933)
39. Utah (23 de gener de 1933)

La ratificació es va completar el 23 de gener del 1933. L'esmena va ser posteriorment ratificada pels estats següents:
1. Massachusetts (24 de gener de 1933)
2. Wisconsin (24 de gener de 1933)
3. Colorado (24 de gener de 1933)
4. Nevada (26 de gener de 1933)
5. Connecticut (27 de gener de 1933)
6. Nou Hampshire (31 de gener de 1933)
7. Vermont (2 de febrer de 1933)
8. Maryland (24 de març de 1933)
9. Florida (26 d'abril de 1933)